# Древнефранкский язык
Древнефра́нкский язы́к (фр. francique, нем. Altfränkisch) — вымерший в VIII веке германский язык, на котором говорили салические франки, покорившие Римскую Галлию в конце V века. Около 100 тыс. франков постепенно мигрировало на юг с территории современной Фландрии, которую они заселили в III—IV веках. В романоязычной Галлии салические франки оказались окружены многочисленным (6—8 млн) галло-романским населением, и поэтому со временем утратили родной язык, который вышел из обихода к концу VIII века. Тем не менее, франки долгое время составляли основу нового правящего класса Галлии, а потому их язык сыграл важную роль суперстрата в формировании современного французского языка, в том числе и его названия. Во французском языке сохраняются многочисленные франкские заимствования (jardin, bande, guerre, fauteuil, rang, blond, blanc, bleu, brun и прочие). Франкские по происхождению черты имеются в фонетике (придыхательное h) и в грамматике. Там, где народно-латинская речь была слабо представлена, франкская речь сохранилась и продолжала развиваться. Ей пользовались так называемые рипуарские франки. На севере на её основе развились современные фламандские диалекты, литературный нидерландский язык, а также франкский диалект немецкого языка.